# 閃光鮨
閃光鮨，為輻鰭魚綱鱸形目鱸亞目鮨科的其中一種，分布於東南太平洋的厄瓜多海域，棲息深度約82公尺，為底棲性魚類，屬肉食性，生活習性不明。

## 擴展閱讀
維基物種上的相關：閃光鮨